# Amir Dad
Amir Dad (Amīr Dād, 'emir de la justícia') fou un càrrec de la cort seljúcida. Era un magistrat en cap que s'ocupava dels casos d'injustícia administrativa i d'altres tipus.
Va existir amb els seljúcides, sobretot al Soldanat de Rum. Tan sols es coneix el nom d'una de les persones que ocuparen aquest càrrec. Posteriorment Amir Dad fou utilitzat com a títol honorífic.